# Georg Gerdin
Georg Gerdin, född 1736 i Hackås församling, död 29 januari 1802 i Sunne församling, var en svensk präst.

## Biografi
Georg Gerdin föddes 1736 på Gärde by i Hackås församling. Han var son till kyrkvärden Hans Olofsson och Märeta Isaksdotter. Gerdin blev 10 februari 1757 student vid Uppsala universitet och avlade magisterexamen 16 juni 1761. Han prästvigdes 1765 i Storkyrkan ochblev efter 27 augusti samma år pastorsadjunkt i Franska lutherska församlingen. Gerdin avlade pastoralexamen i Uppsala 15 maj 1772 och blev komminister i Franska lutherska församlingen 1 mars 1774, tillträde 1 maj 1774. Han var vice rektor vid Franska lutherska församlingens skola från 14 december 1779 till 30 april 1780. Den 14 december 1779 blev han också vice pastor i församlingen och från 7 september 1784 kyrkoherde i församlingen, tillträde 1 maj 1786. Den 18 maj 1786 blev han assessor i Stockholms konsistorium. Församlingen upplöstes 1791 och Gerdin fick därefter en årlig lön på 466 riksdaler. Han stannade kvar i Stockholm fram till 1796 och deltogs som assessor fram till 1793. Gerdin blev 7 maj 1795 kyrkoherde i Sunne församling, tillträde 1 maj 1798. Den 8 februari 1798 blev han honors prost och från 1796 inspektor vid Frösö skola. Gerdin avled 1802 i Sunne församling.
Ett porträtt av Gerdin finns på gården i Gärde, Hackås socken och Månsta.

### referenser
1. 1 2 3 4 5 6 7 8 9 10  Gunnar Hellström, Stockholms stads herdaminne från reformationen intill tillkomsten av Stockholms stift : Biografisk matrikel, 1951, s. 121, läst: 20 november 2021.[källa från Wikidata]
2. 1 2  Hellström, Gunnar (1951). Stockholms stads herdaminne från reformationen intill tillkomsten av Stockholms stift: biografisk matrikel. Monografier / utgivna av Stockholms kommunalförvaltning ; [11]. Stockholm: Stockholms kommunförvaltning. sid. 121. Libris 24465. https://runeberg.org/sthlmherd/0122.html